# Hyalosphaera ornata
Hyalosphaera ornata är en svampart som beskrevs av J.L. Alves, R.W. Barreto & O.L. Pereira 2010. Hyalosphaera ornata ingår i släktet Hyalosphaera, klassen Dothideomycetes, divisionen sporsäcksvampar och riket svampar.   Inga underarter finns listade i Catalogue of Life.